# جمال بلماضي
جمال بلماضي (مواليد 25 مارس 1976 في شامبيني سور مارن، فرنسا) هو لاعب كرة قدم جزائري دولي سابق كان يلعب في خط وسط الملعب قبل أن يصبح مدربًا.
في 2 أغسطس 2018، تولى بلماضي تدريب منتخب الجزائر لكرة القدم خلفا للمدرب رابح ماجر. ونجح مع المنتخب الجزائري في الفوز بكأس الأمم الأفريقية 2019. أصبح أول مدرب عربي وأفريقي ترشحه الفيفا لنيل جائزتها لأفضل مدرب رجال 2019.
في 24 يناير 2024، أقيل بالماضي من تدريب المنتخب الجزائري بعد الإقصاء المبكر من كأس أمم إفريقيا في نسخة 2023 بالكوديفوار.

## المشوار الرياضي
بدأ جمال مشواره الكروي في فريق مدينته شامبيني سور مارن PA Champigny ثم فريق AS Sucy-en-Brie، التحق بعدها بمركز تدريب باريس سان جيرمان في عام 1992 حيث لعب كجناح أيمن لمدة سنة في نادي العاصمة وتم تصعيده للفريق الأول سنة 1995 و توج مع باريس سان جيرمان بلقبي كأس الأبطال 1995 وكأس الكؤوس الأوروبية 1996 وبعدها انتقل إلى نادي نادي مارتيغ الذي كان يلعب في الدوري الفرنسي الدرجة الثانية آنذاك. انضم بعدها إلى أولمبيك مارسيليا في موسم 1997-1998. بعد إعارة إلى نادي كان ثم نادي سيلتا فيغو، لعب مع أولمبيك مارسيليا من 2000 إلى 2003، قبل أن تتم إعارته مرة أخرى لمدة عام لفريق مانشستر سيتي.
بين عامي 2003 و2005، انضم بلماضي إلى نادي الغرافة القطري لأول مرة خلال موسم 2003-2004، ثم نادي الخريطيات خلال موسم 2004-2005.
عاد بعدها إلى إنجلترا، حيث وقّع مع نادي ساوثهامبتون في دوري البطولة الإنجليزية (قسم الدرجة الإنجليزية الثانية). قبل أن ينهي مسيرته في عام 2009 مع نادي فالينسيان، الذي كان يلعب حينها في الدوري الفرنسي الدرجة الأولى.
في عام 2010، عُيَّن مدربًا لنادي الدحيل والذي فاز معه بدوري نجوم قطر مرتين.
في عام 2013، قام بلماضي بتدريب منتخب قطر الاحتياطي لكرة القدم لمدة سنة واحدة والذي فاز معه ببطولة اتحاد غرب آسيا لكرة القدم في إنجاز تاريخي، لتوكل إليه مهمة تدريب منتخب قطر لكرة القدم والذي فاز معه أيضًا بكأس الخليج العربي، ثم يجري إقصائه مع منتخب قطر من الدور الأول لكأس آسيا 2015 المتأهل له. بعد ذلك، عاد إلى نادي الدحيل، الذي فاز معه بالعديد من الجوائز منها دوري نجوم قطر (2017 و2018)، كأس أمير قطر (2016 و2018)، و كأس قطر عام 2018 ليكون أول مدرب في تاريخ قطر يحقق هذه الإنجازات الثلاثية، ما أكسبه التقدير كأحد أفضل المدربين في تاريخ قطر.
شارك جمال بلماضي 20 مرة مع منتخب الجزائر لكرة القدم بين عامي 2000 و2004، كما كان كابتن الفريق الجزائري في كأس الأمم الأفريقية 2004 في تونس.

## مسيرته مع الأندية
بدأ مسيـرته الكروية في نادي باريس سان جيرمان الفرنسي، وكان أول ظهـور له مع الفريق في يناير عام 1996، قبل الانتقال في موسم 1996 / 1997 إلى نـادي مارتيغويس الفـرنسي، وأمضى مع الفـريق موسم واحد وانتـقل لنادي مارسيليا الفرنسي موسم 1997 / 1998. بعد أن أمضى موسم مع مارسيليـا انتقـل إلى نادي كان الفرنسي في موسم 1998 / 1999 , ثم عـاد مرة ثانيـة في موسم 1999 / 2000 إلى نـادي مارسيليـا الفرنسي، قبـل أن ينتقـل على سبيـل الإعـارة إلى نادي سلتا فيغو الإسباني في نفس الموسم. في عام 2000 عاد إلى مارسيليا بعد انتهاء الإعارة من نادي سلتـا فيغو وقد وجد له مكان مع النادي في خـط الوسط بعد غيـاب اللاعب الأساسي للفريق الليبيري جورج، ليغتنم بالماضي الفرصـة واستطاع أن يسجل هدف حيوي ضد فريق تولـوز وأبقى مارسيليا خارج منطقة الهبوط. وكان هذا الهدف غالي علي مارسيليا وعليه وبعـد أن لعب في مارسيليا لثلاث سنوات عرف المر والحلو فيها؛ وافقت مارسيليا على انتقاله لنادي مانشستر ستي الإنجلينزي حيت اكتشف جو البطولة الإنجليزية وحقق حلمه باللعب في هده البطولة، وهنـالك لم يكمـل موسمه حتـى انتقـل إلى نادي الإتحـاد القطري (الغرافة حالياً) في موسـم 2003 / 2004. إنتقـل بعدها لنادي الهلال القـطري (الخريطيات) في موسم 2004 / 2005، وبعد أن قضى موسمين في قطر انتقـل موسم 2005 / 2006 إلى إنجلترا مجددا مع نادي ساوثامبتون الذي يلعب في الدرجة الأولى. ولم يمكث في هذا النادي طويلا ليعود إلى فرنسا وإلى فالنسيان الفرنسي.

## جوائز وتكريمات

### كلاعب
- منتخب الجزائر لكرة القدم 20 مشاركة، 5 أهداف (2000-2004).
- الكرة الذهبية الجزائرية في 2001[8]
- دي. زاد. فوت الذهبي في 2000 و2001[9]

### كمدرب
- مدرب العام في قطر 2018.
- الكرة الذهبية الجزائرية أحسن مدرب في الجزائر 2018
- أفضل مدرب للدور الأول في كأس الأمم الأفريقية 2019[10]
- جائزة أفضل مدرب في أفريقيا 2019[10]

### أسلوب اللعب
يتمتع بلماضي بشخصية قوية، إذ يعرف بكونه مدربا متطلبا للغاية، يركز على الدقة المهنية والتفاني والالتزام تجاه المجموعة، كما يعرف بتكتيكيه الهجومي المفضل 4-2-3-1.

## روابط خارجية
- جمال بلماضي على موقع الاتحاد الدولي (مؤرشف)  (الإنجليزية)
- جمال بلماضي على موقع قاعدة بيانات كرة القدم.إي يو (الإنجليزية)
- جمال بلماضي على موقع ليكيب (الفرنسية)
- جمال بلماضي على موقع ناشيونال فوتبول تيمز (الإنجليزية)
- جمال بلماضي على موقع Soccerbase.com (لاعب) (الإنجليزية)
- جمال بلماضي على موقع عالم كرة القدم.نت (الإنجليزية)
- جمال بلماضي على موقع كووورة